# Shuichi Yoshida (balonmanista)
Shuichi Yoshida (Wakayama, 26 de marzo de 2001) es un jugador de balonmano japonés que juega de pívot en el HBC Nantes de la LNH. Es internacional con la selección de balonmano de Japón.
Con la selección disputó los Juegos Olímpicos de Tokio 2020, y después disputó el Campeonato Asiático de Balonmano Masculino de 2024, donde obtuvo la medalla de plata.

## Palmarés

### Selección nacional
| Campeonato Asiático | Campeonato Asiático | Campeonato Asiático | Campeonato Asiático |
| Año                 | Lugar               | Medalla             |                     |
| ------------------- | ------------------- | ------------------- | ------------------- |
| 2024                | Baréin              | Medalla de plata    |                     |

### HBC Nantes
- Trofeo de Campeones (1): 2024

## Clubes
| Club                   | País    | Año       |
| ---------------------- | ------- | --------- |
| Universidad de Tsukuba | Japón   | ?-2020    |
| Unia Tarnów            | Polonia | 2020-2023 |
| Dunkerque HGL          | Francia | 2023-2024 |
| HBC Nantes             | Francia | 2024-Act. |